# Eric Cantor
Pour les articles homonymes, voir Cantor.
Eric Ivan Cantor, né le 6 juin 1963 à Richmond (Virginie), est un homme politique américain membre du Parti républicain. Il est représentant de la 7e circonscription congressionnelle de l'État de Virginie de 2001 à 2014. Il est aussi majority leader à la Chambre des représentants de janvier 2011 à fin juillet 2014. Il est minority whip de la chambre entre 2008 et 2011.

## Biographie
Le père d'Eric Cantor est propriétaire d'une agence immobilière à Richmond. Il est aussi trésorier de la campagne présidentielle de Ronald Reagan en 1980. Eric Cantor effectue ses études dans un lycée de Richmond, puis à partir de 1981, il est étudiant à l'université George-Washington. En première année, il fait un stage dans le cabinet du républicain Tom Bliley (en), représentant du 7e district de Virginie. Il est aussi le chauffeur de Bliley pendant la campagne de 1982. Cantor obtient un Bachelor of Arts de l'université George-Washington en 1985. Il décroche ensuite un diplôme en droit (Juris Doctor) de la William & Mary Law School en 1988 et une maîtrise en sciences (master of science) en gestion immobilière de l'université Columbia en 1989,,.
Cantor travaille d'abord dans l'entreprise paternelle (comme conseiller légal et en développement immobilier).
Cantor est élu à la Chambre des délégués de Virginie (Virginia House of Delegates), la chambre basse du parlement de Virginie, en 1991. Il siège dans divers comités. Il est réélu en 1993, 1995, 1997 et 1999. Il est aussi directeur de campagne de Bliley lors des campagnes réussies de 1994, 1996 et 1998. Le 14 mars 2000, Cantor annonce qu'il ne se représente pas à la chambre des délégués mais qu'il se présente à l'investiture républicaine pour remplacer Tom Bliley, qui prend sa retraite politique, à la Chambre des représentants. Cantor est soutenu par Bliley et remporte la primaire. Il est facilement élu dans le 7e district.
Le 10 juin 2014, alors qu'il avait été constamment réélu à la Chambre des représentants des États-Unis depuis 2002, Eric Cantor est battu, dans une primaire du Parti républicain en vue des élections de novembre 2014, par un candidat soutenu par le Tea Party, Dave Brat,. Il ne devrait donc plus représenter la Virginie à la Chambre des représentants à l'issue du renouvellement du midterm en novembre 2014.
Le 31 juillet 2014, Cantor démissionne de son poste de chef de la majorité (Majority leader) au congrès. Il est remplacé par Kevin McCarthy. Cantor démissionne aussi de son mandat de représentant le 18 août,.